# Karolina Wydra
Karolina Wydra (ur. 5 marca 1981 w Opolu) – polska aktorka i modelka, która wystąpiła m.in. w amerykańskich serialach:  Dr House, Czysta krew, Sneaky Pete i Quantico.

## Życie prywatne
Urodziła się w Opolu 5 marca 1981, jednak jako dziecko opuściła Polskę i wyjechała wraz z rodzicami i bratem do USA. Początkowo mieszkała w Kalifornii, następnie przeniosła się do Nowego Jorku, a obecnie mieszka w Los Angeles.

## Kariera zawodowa
Karierę modelki rozpoczęła, mając 16 lat; niedługo jednak ją przerwała, by ukończyć szkołę. W tym krótkim czasie została zaproszona na kilka sesji zdjęciowych do Japonii. Jako dziewiętnastolatka wznowiła karierę. Wystąpiła na okładkach takich magazynów jak Elle czy Vallum, a także w kampaniach reklamowych marek: Armani, Calvin Klein, Dooney & Bourke i Levi's Red.
W 2006 wzięła udział w kampanii Nespresso... What Else?, reklamującej ekspresy do kawy firmy Nestlé Nespresso S.A., wraz z George'em Clooneyem, Marią-Eleną Laas, Kalleanem de Castelbajac oraz Louisem-Marie de Castelbajac.
Jej debiut filmowy miał miejsce w 2008, kiedy do kin trafił film Ratunku! Awaria reżyserii Michela Gondry, w którym aktorka zagrała Gabrielle Bochenski. Jeszcze w tym samym roku zagrała Raquel w filmie Sugar, a także wystąpiła w swoim pierwszym serialu Prawo i porządek: Zbrodniczy zamiar. Pojawiła się w osiemnastym odcinku siódmego sezonu pt. Ten Count, gdzie wcieliła się w rolę Christine. W kolejnych latach występowała w filmach krótkometrażowych: Boreal (2009) oraz Seconds (2010), a w 2011 zagrała Jordyn w Kocha, lubi, szanuje.
W 2012 odbyły się premiery czterech filmów z jej udziałem: After, Bad Girls, Low Winter Sun oraz krótkometrażowego Eugene.
Na przełomie lat 2011 i 2012 wystąpiła także w sześciu odcinkach serialu Dr House, gdzie zagrała Dominikę Petrową (później House). Rok później zagrała dr Katię Petrowną w filmie Europa Report, a także zaczęła występować w serialu Czysta krew, jako Violet Mazurski (piętnaście odcinków w sezonach szóstym i siódmym). W 2014 roku zagrała także Marę Paxton w Justified: Bez przebaczenia (5 odcinków).
W 2016 zagrała Annę w filmie Incarnate, a w 2017 pojawiła się w serialach Sneaky Pete i Quantico.

## Filmografia
- 2008: Ratunku! Awaria – Gabrielle Bochenski
- 2008: Sugar – Raquel
- 2008: Prawo i porządek: Zbrodniczy zamiar – Christina (odc. 18, sezon 7)
- 2009: Boreal – Elizabeth
- 2010: Seconds – Ania
- 2011: Kocha, lubi, szanuje – Jordyn
- 2011–2012: Dr House – Dominika Petrowa (później House) (odc. 17, sezon 7 oraz odc. 13, 14, 17, 18 i 22, sezon 8)
- 2012: Bad Girls – Kelly
- 2012: Low Winter Sun – Katia
- 2012: After – Ana
- 2012: Eugene – Alice
- 2013: Raport z Europy – Katia Petrowna
- 2013–2014: Czysta krew – Violet Mazurski (odc. 2 i 5-10, sezon 6 oraz odc. 1-8, sezon 7)
- 2014: Justified: Bez przebaczenia – Mara Paxton (odc. 1-5, sezon 5)
- 2015: Miasto zła – detektyw Dianne Gibbons (8 odc.)
- 2016: Wcielenie – Anna
- 2017 Sneaky Pete - Karolina (8 odcinków)
- 2017 Quantico - Sasha Barinov (5 odc.)
- 2019 Agenci T.A.R.C.Z.Y. (Marvel’s Agents of S.H.I.E.L.D.) - Izel (szósty sezon)
- 2019 Czas rozliczenia (A Score to Settle) – Simone